# Daeron

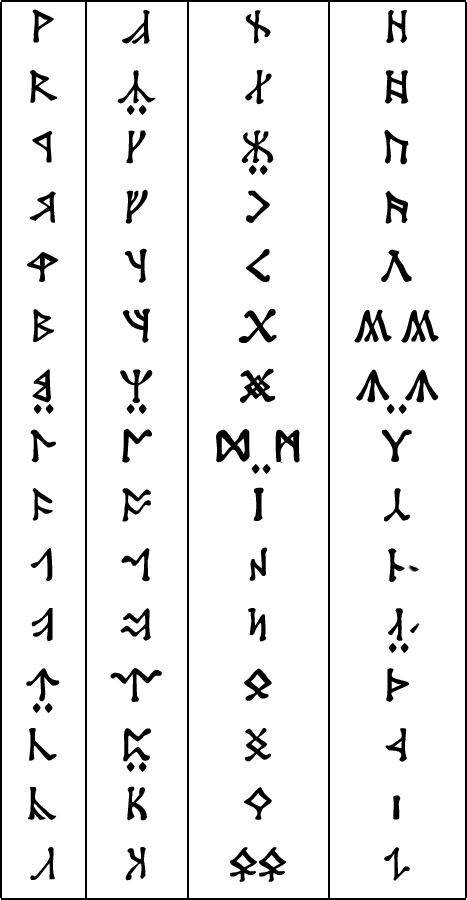
Het door Daeron ontwikkelde schrift

Daeron is een elf in de boeken van J.R.R. Tolkien over de fictieve geschiedenis van het continent "Midden-aarde". Hij was in de Eerste Era minstreel en geleerde aan het hof van koning Thingol in het Sindarijnse rijk Doriath. Daar ontwierp hij de Cirth, elfenrunen die voornamelijk door de dwergen gebruikt werden. Hij was ook als boodschapper van Thingol aanwezig bij de Mereth Aderthad, de verbroederende bijeenkomst van elfen bij de Plassen van Ivrin.
Daeron koesterde een sterke liefde voor Lúthien, de dochter van Thingol en Melian, maar zij beantwoordde deze niet. Desalniettemin danste zij graag op zijn muziek. Toen Lúthien verliefd werd op de sterfelijke mens Beren verraadde Daeron hen aan de koning. Deze, van toorn vervuld, gaf Beren de onmogelijk opdracht mee een Silmaril uit de kroon van Morgoth te stelen. Lúthien vreesde voor haar geliefde en wilde hem achterna. Maar weer verlinkte Daeron haar bedoelingen en Thingol sloot haar op in een boomhuis vlak bij de poorten van Menegroth, de hoofdstad van Doriath. Lúthien wist te ontsnappen en Daeron probeerde haar tevergeefs te vinden. Hij zou niet terugkeren naar Doriath, maar treurend in het oosten van Midden-aarde blijven rondzwerven.
De vaardigheid van Daeron als minstreel wordt in de Silmarillion veelvuldig geprezen. Alleen Maglor, zoon van Fëanor, kan in één adem met hem worden genoemd. In het Lied van Leithian, dat de volledige geschiedenis van Beren en Lúthien vertelt, valt naast Daeron (daar gespeld als Dairon) en Maglor ook nog de naam Tinfang Gelion.
In Tolkiens oudere versies van het verhaal was Daeron de broer van Lúthien.